# Posibilismo geográfico
Posibilismo geográfico o voluntarismo geográfico son denominaciones de la escuela geográfica y la orientación metodológica de la ciencia geográfica que nace por oposición al determinismo geográfico. Entiende las relaciones entre los grupos humanos y el medio ambiente como la explotación de la naturaleza por el humano en función de las técnicas y las elecciones que hacen los propios humanos que las desarrollan.
Fue el historiador francés Lucien Febvre el que acuñó el término "posibilismo" para caracterizar el método desarrollado por el geógrafo, también francés Vidal de la Blache. La rivalidad nacional entre Francia y Alemania, mantenida a niveles dramáticos entre 1870 y 1945, implicó la presentación de su propuesta como la de la "escuela francesa" en oposición a la de la "escuela alemana". En realidad la alternativa teórica entre posibilismo y determinismo estaba presente en el pensamiento occidental desde Estrabón, que ya observaba el papel activo de los grupos humanos sobre su medio.
Al negar el axioma determinista (que los grupos humanos están determinados, o completamente condicionados por su entorno físico), Vidal de la Blache desarrolló la noción de  los genres de vie ("géneros de vida"). Si en el determinismo de Friedrich Ratzel el medio físico determina la historia y las civilizaciones, en el posibilismo de Vidal de la Blache un mismo medio es susceptible de ser aprovechado de distinta manera según las técnicas de producción, que se concretan en genres de vie.
Con el desprestigio del determinismo tras la derrota alemana en la Segunda Guerra Mundial, el posibilismo se convirtió en el paradigma dominante no sólo de la geografía, sino de las ciencias sociales y el ambiente cultural e intelectual de la sociedad.
Entre los seguidores del posibilismo estuvieron el francés Maximilien Sorre, o los italianos Roberto Almagià y Lucio Gambi. El antropólogo Marshall Sahlins aplica el posibilismo a la ecología cultural para desarrollar una aproximación alternativa al determinismo medioambiental dominante en los estudios ecológicos.